# Баїрсбронн
Баїрсбронн (нім. Baiersbronn) — громада в Німеччині, знаходиться в землі Баден-Вюртемберг. Підпорядковується адміністративному округу Карлсруе. Входить до складу району Фройденштадт.
Площа — 189,70 км2. Населення становить 14 796 ос. (станом на 31 грудня 2020).